# Lucas Torreira
Lucas Sebastián Torreira di Pascua (Fray Bentos, Departamento de Río Negro, 11 de febrero de 1996) es un futbolista uruguayo que juega como centrocampista en el Galatasaray S. K. de la Superliga de Turquía. Es internacional absoluto con Uruguay.

## Trayectoria

### Juveniles
Se inició futbolísticamente en la Institución Atlética 18 de Julio, club de su ciudad natal. Realizó las categorías infantiles y comenzó las juveniles, no tenía un puesto fijo, pero desarrolló una buena gambeta y velocidad.
Luego de destacarse en Fray Bentos, viajó con 17 años a Montevideo a probarse en Montevideo Wanderers donde fue fichado el 15 de febrero de 2013 y se integró al plantel de quinta división.
En su primera temporada se adaptó de inmediato al club profesional y convirtió 8 goles en el año, siendo el segundo goleador del club en la categoría. A fin de año Wanderers iba a llevar a cuatro jugadores juveniles para probarse en el Delfino Pescara 1936, club de Italia. Él no estaba en la lista para viajar, pero debido a su rendimiento y a que fue citado a la selección sub-17 de Uruguay, consiguieron un pasaje más, por lo que tuvo una oportunidad.
En el mes de diciembre de 2013 estuvieron dos semanas a prueba en las instalaciones del Delfino Pescara 1936. Convenció a los italianos, además tenía el pasaporte comunitario español, lo que facilitó algunos trámites para su fichaje.
Comenzó el año 2014 ya instalado en la ciudad de Pescara. Tras unos meses de adaptación, finalmente fue convocado por primera vez para jugar en las juveniles del club en la fecha 20 del Campeonato Primavera.
El entrenador Federico Giampaolo lo hizo debutar contra la A. S. Cittadella el 16 de marzo de 2014. Ingresó en el minuto 61 y ganaron 3 a 1. Su primer partido en Europa lo disputó con 18 años y 33 días.
En la fecha 21 volvió a tener minutos. Jugaron el 23 de marzo y enfrentaron al Hellas Verona. Ingresó en el minuto 72 con el partido 1 a 0 en contra, pero marcó su primer gol con el club en el minuto 86, y luego en el minuto 93, volvió a anotar, lo que permitió el triunfo definitivo 2 a 1.
Anotó su tercer gol el 12 de abril, contra la S. S. Virtus Lanciano. Con su anotación cerraron el triunfo por 3 a 1.
En la última fecha del campeonato fue titular por primera vez, jugó los 90 minutos contra el Ternana Calcio, pero fueron derrotados 3-2.
Disputó 7 partidos en su primera temporada con las juveniles del Pescara, colaboró con 3 goles y finalizaron en la posición 11.ª.
En mayo participó del torneo amistoso Memorial Gaetano Abbrescia. Fue un cuadrangular sub-20 contra la U. S. Avellino, F. C. Crotone y Noicattaro. Ganaron 6 a 1 el último partido en el que marcó 4 goles y lograron el tercer puesto.
Fue ascendido al primer equipo para realizar la preparación de la temporada 2014-15 por el entrenador del plantel profesional, Marco Baroni.
Comenzó la temporada jugando con las juveniles del club, alternando algunos entrenamientos con los profesionales. Jugó como titular en el Campeonato Primavera desde la fecha 1, ya con su posición de pivote desarrollada.
Se destacó en las primeras seis fechas del torneo juvenil, por lo que fue convocado por primera vez para jugar en la Serie B en la fecha 10.
Se concentró con los profesionales y estuvo en el banco de suplentes  el 25 de octubre de 2014, pero no tuvo minutos y fueron derrotados 5 a 0 por el Carpi F. C. Fue un habitual en las convocatorias, pero finalizó el año sin tener minutos con el plantel absoluto.
Se mantuvo activo con los juveniles, y en el mes de febrero de 2015 disputó el Torneo de Viareggio. En la fase de grupos, fue titular y se enfrentó al Bologna F. C., C. A. Belgrano y A. S. Roma. Lograron dos triunfos y un empate, por lo que clasificaron a la siguiente instancia como primeros del grupo.
El 10 de febrero jugaron los octavos de final, tuvieron como rival al K. R. C. Genk, fue titular, pero fue expulsado en el transcurso del segundo tiempo, de igual forma ganaron 1 a 0. En cuartos de final se midieron ante el Inter de Milán y fueron derrotados 3 a 1, con un doblete de con quien posteriormente sería el máximo goleador y mejor jugador del torneo, Federico Bonazzoli. Finalmente el Inter fue el club que se coronó campeón.
En la temporada con los juveniles disputó 16 partidos y convirtió un gol, en el campeonato nacional. Además estuvo presente en la Copa Italia Primavera, pero fueron derrotados en la primera ronda. Finalmente, en la Viareggio Cup, estuvo en 4 partidos. Los 21 partidos que jugó, fueron como titular.

### Delfino Pescara 1936
Luego de 16 convocatorias en Serie B y una en Copa Italia sin tener minutos, en la fecha 41 del campeonato nacional tuvo su oportunidad.
El entrenador Marco Baroni decidió colocarlo como titular en el penúltimo partido de la Serie B. Debutó como profesional el 16 de mayo de 2015, se enfrentó a la A. S. Varese, estuvo 57 minutos en cancha, recibió una tarjeta amarilla y fueron derrotados 2-1 en el Estadio Franco Ossola ante más de 2500 espectadores. Disputó su primer partido oficial con 19 años y 94 días, utilizó la camiseta número 34.
Massimo Oddo asumió el cargo de entrenador para la fecha 42, la última del campeonato, y le dio la oportunidad de ser titular nuevamente debido al rendimiento en su debut. El Pescara llegó a la última jornada en la posición 9.ª de la tabla, sin posición de play-off por el ascenso, el único resultado favorable era el triunfo. Se enfrentaron al Livorno Calcio en el Estadio Adriático ante más de 9000 personas. Jugó por primera vez como local, estuvo los primeros 75 minutos del partido y ganaron 3 a 0.
El Pescara quedó en séptima posición con 61 puntos, por lo que clasificaron al play-off por el ascenso a la máxima categoría italiana.
El 26 de mayo jugaron contra la A. C. Perugia la ronda preliminar, jugó los 90 minutos con los profesionales por primera vez, comenzaron perdiendo pero finalmente ganaron 2 a 1.
En la semifinal quedaron emparejados con el Vicenza Calcio. Jugó el partido de ida y ganaron 1 a 0. Para la vuelta no fue convocado pero empataron 2 a 2, por lo que por un global de 3 a 2, clasificaron a la final.
La llave decisiva por el ascenso a la Serie A fue contra el Bologna F. C. En el partido de ida empataron 0 a 0, sin participación del uruguayo. El último encuentro se disputó el 9 de junio en el Estadio Renato Dall'Ara ante más de 31 600 espectadores, jugó como titular, empataron 1 a 1, y debido a que el global quedó igualado, el equipo que ascendió a primera división fue el mejor ubicado en la tabla de posiciones de la temporada, Bologna F. C.
En su primera experiencia como profesional jugó 5 partidos, todos como titular.
Para la temporada 2015-16 ya se integró de manera definitiva con los profesionales, con Massimo Oddo confirmado como entrenador.
El primer partido de la temporada lo jugaron el 9 de agosto de 2015, fue en la segunda ronda de la Copa Italia contra el F. C. Südtirol. Fue titular, en el minuto 51 anotó su primer gol oficial y finalmente ganaron 2 a 0. En la tercera ronda se enfrentaron al Torino F. C., nuevamente fue titular y a pesar de que comenzaron ganando debido a un gol en contra de su compatriota Salvador Ichazo, perdieron 4 a 1 y quedaron eliminados.
Luego tuvo actividad en la fecha 2 de la Serie B, el 11 de septiembre, fue titular contra la A. C. Perugia y ganaron 2 a 1.
La primera mitad de la temporada fue irregular.[cita requerida] Incluso debido a su inactividad por dos fechas, bajó a jugar un partido con los juveniles para no perder el ritmo y compartió cancha con su compatriota Axel Müller. A finales de noviembre recibió su primer tarjeta roja con los profesionales, además se lesionó y estuvo hasta fin de año en recuperación. Jugó 10 partidos de 21 posibles en la Serie B, siendo titular en 4 partidos.
En la segunda mitad de la temporada 2015-16, ya recuperado de la lesión, logró consolidarse en el puesto de pivote del Pescara.
Convirtió su segundo gol en el club el 20 de febrero de 2015, contra el equipo líder del torneo, el Cagliari Calcio, pero finalmente fueron derrotados 2-1.
El Pescara tuvo una mala racha de 8 partidos sin ganar, entre las fechas 26 y 33, pero finalizaron el campeonato en buena forma, con los 9 partidos finales sin perder, con 7 victorias y 2 empates. Quedaron en cuarta posición de la tabla, con 72 puntos.

### Unione Calcio Sampdoria
El 1 de julio de 2016 fue fichado por la U. C. Sampdoria. Con este club italiano jugó un total de 74 partidos, desglosados en 71 de Serie A y 3 de Copa Italia en los que convertiría 4 goles en la temporada 2017-18, en la cual también asistió en una oportunidad. Su mejor actuación en cuanto asistencias fue en la temporada 2016-17 en la cual asistió en 3 oportunidades.
En la temporada 2017-18 fue catalogado como el mayor recuperador de pelotas en la Serie A, lo cual generó la petición de la parcialidad uruguaya para su citación a la selección uruguaya. Finalmente el 4 de marzo de 2018 fue citado por Óscar W. Tabárez para disputar la China Cup.

### Arsenal
El 10 de julio de 2018, y luego de disputar un aceptable mundial con su selección, se confirma la llegada del uruguayo al Arsenal F. C. de Inglaterra. El equipo británico desembolsó 30 000 000 € para hacerse con sus servicios.
Su debut llegaría el 12 de agosto frente al Manchester City F. C., ingresando a jugar los últimos 20 minutos. Los citadinos ganarían el encuentro 2-0 en el Emirates Stadium.
En su cuarto encuentro con la camiseta de los Gunners sería decisivo: jugaría los últimos 20 minutos y brindaría una asistencia para que su compañero Alexandre Lacazette convirtiera el gol de la victoria frente al Cardiff City. El Arsenal ganó dicho encuentro 3-2 como visitante. Tras esta actuación, se convirtió en titular indiscutido del equipo de Londres.
En la 14.ª jornada de la Premier League marcó su primer gol con el Arsenal. Fue el 2 de diciembre, cuando cerró con su anotación la goleada 4-2 contra el Tottenham Hotspur en la capital inglesa.

## Selección nacional
Fue parte de la selección de Uruguay en la categoría sub-17.
Estuvo en la preselección para el Mundial sub-17 de 2013, disputó un cuadrangular internacional amistoso en Japón. Finalmente no quedó en la lista definitiva.
Fue citado el 4 de marzo de 2018 por “el Maestro” Tabárez entre los 27 convocados para disputar la China Cup 2018.
Finalmente el 23 de marzo de ese año tuvo su debut en la selección mayor, ingresando a los 68 minutos en sustitución de Matías Vecino en el partido que Uruguay le ganara a República Checa por 2-0, en lo que fue la semifinal de la China Cup. 
También participó frente a Gales en la final de dicho torneo ingresando en el minuto 70 por Cristian Rodríguez. Dicho partido también lo ganó Uruguay 1 a 0.
Entró en la citación de los 23 futbolistas que disputaron la Copa Mundial de Fútbol de 2018 en Rusia.
| Competición          | Sede   | Resultado        | Partidos | Goles |
| -------------------- | ------ | ---------------- | -------- | ----- |
| Copa Mundial de 2018 | Rusia  | Cuartos de final | 5        | 0     |
| Copa América 2019    | Brasil | Cuartos de final | 3        | 0     |
| Copa América 2021    | Brasil | Cuartos de final | 3        | 0     |
| Copa Mundial de 2022 | Catar  | Primera fase     | 0        | 0     |

## Estadísticas

### Clubes
| Club                          | Div.          | Temporada     | Liga  | Liga  | Copas nacionales | Copas nacionales | Copas internacionales | Copas internacionales | Total | Total |
| Club                          | Div.          | Temporada     | Part. | Goles | Part.            | Goles            | Part.                 | Goles                 | Part. | Goles |
| ----------------------------- | ------------- | ------------- | ----- | ----- | ---------------- | ---------------- | --------------------- | --------------------- | ----- | ----- |
| Delfino Pescara 1936 · Italia | 2.ª           | 2014-15       | 5     | 0     | 0                | 0                | —                     | —                     | 5     | 0     |
| Delfino Pescara 1936 · Italia | 2.ª           | 2015-16       | 29    | 4     | 2                | 1                | —                     | —                     | 31    | 5     |
| Delfino Pescara 1936 · Italia | Total club    | Total club    | 34    | 4     | 2                | 1                | 0                     | 0                     | 36    | 5     |
| U. C. Sampdoria · Italia      | 1.ª           | 2016-17       | 35    | 0     | 1                | 0                | —                     | —                     | 36    | 0     |
| U. C. Sampdoria · Italia      | 1.ª           | 2017-18       | 36    | 4     | 2                | 0                | —                     | —                     | 38    | 4     |
| U. C. Sampdoria · Italia      | Total club    | Total club    | 71    | 4     | 3                | 0                | 0                     | 0                     | 74    | 4     |
| Arsenal F. C. Inglaterra      | 1.ª           | 2018-19       | 34    | 2     | 4                | 0                | 12                    | 0                     | 50    | 2     |
| Arsenal F. C. Inglaterra      | 1.ª           | 2019-20       | 29    | 1     | 4                | 1                | 6                     | 0                     | 39    | 2     |
| Arsenal F. C. Inglaterra      | Total club    | Total club    | 63    | 3     | 8                | 1                | 18                    | 0                     | 89    | 4     |
| Atlético de Madrid · España   | 1.ª           | 2020-21       | 19    | 1     | 2                | 0                | 5                     | 0                     | 26    | 1     |
| Atlético de Madrid · España   | Total club    | Total club    | 19    | 1     | 2                | 0                | 5                     | 0                     | 26    | 1     |
| ACF Fiorentina · Italia       | 1.ª           | 2021-22       | 31    | 5     | 4                | 0                | ―                     | ―                     | 35    | 5     |
| ACF Fiorentina · Italia       | Total club    | Total club    | 31    | 5     | 4                | 0                | 0                     | 0                     | 35    | 5     |
| Galatasaray S. K. Turquía     | 1.ª           | 2022-23       | 31    | 0     | 3                | 0                | ―                     | ―                     | 34    | 0     |
| Galatasaray S. K. Turquía     | 1.ª           | 2023-24       | 35    | 1     | 2                | 0                | 10                    | 0                     | 47    | 1     |
| Galatasaray S. K. Turquía     | 1.ª           | 2024-25       | 32    | 4     | 5                | 1                | 11                    | 0                     | 48    | 5     |
| Galatasaray S. K. Turquía     | Total club    | Total club    | 98    | 5     | 10               | 1                | 21                    | 0                     | 129   | 6     |
| Total carrera                 | Total carrera | Total carrera | 316   | 22    | 29               | 3                | 44                    | 0                     | 389   | 25    |
| 1. 2.                         |               |               |       |       |                  |                  |                       |                       |       |       |

### Selecciones
Actualizado al 23 de octubre de 2018.
| Selección                | Temporada     | Sudamericano | Sudamericano | Mundial | Mundial | Amistosos | Amistosos | Total | Total |
| Selección                | Temporada     | Part.        | Goles        | Part.   | Goles   | Part.     | Goles     | Part. | Goles |
| ------------------------ | ------------- | ------------ | ------------ | ------- | ------- | --------- | --------- | ----- | ----- |
| Uruguay sub-17 · Uruguay | 2013-2014     | -            | -            | -       | -       | 2         | 0         | 2     | 0     |
| Uruguay sub-17 · Uruguay | Total sel.    | 0            | 0            | 0       | 0       | 2         | 0         | 2     | 0     |
| Uruguay · Uruguay        | 2018          | -            | -            | 5       | 0       | 8         | 0         | 13    | 0     |
| Uruguay · Uruguay        | 2019          | 3            | 0            | -       | -       | 3         | 0         | 6     | 0     |
| Uruguay · Uruguay        | Total sel.    | 3            | 0            | 5       | 0       | 11        | 0         | 19    | 0     |
| Total carrera            | Total carrera | 3            | 0            | 5       | 0       | 11        | 0         | 19    | 0     |

### Resumen estadístico
| Competición                 | Partidos | Goles | Promedio |
| --------------------------- | -------- | ----- | -------- |
| Liga                        | 284      | 18    | 0,06     |
| Copas nacionales            | 24       | 2     | 0,08     |
| Torneos internacionales     | 33       | 0     | 0        |
| Selección de Uruguay sub-17 | 2        | 0     | 0        |
| Selección de Uruguay        | 40       | 0     | 0        |
| Total                       | 383      | 20    | 0,05     |

## Palmarés

### Títulos nacionales
| Título                     | Club               | País       | Año     |
| -------------------------- | ------------------ | ---------- | ------- |
| FA Cup                     | Arsenal F. C.      | Inglaterra | 2019-20 |
| Community Shield           | Arsenal F. C.      | Inglaterra | 2020    |
| Primera División de España | Atlético de Madrid | España     | 2020-21 |
| Superliga de Turquía       | Galatasaray S. K.  | Turquía    | 2022-23 |
| Supercopa de Turquía       | Galatasaray S. K.  | Turquía    | 2023    |
| Superliga de Turquía       | Galatasaray S. K.  | Turquía    | 2023-24 |
| Copa de Turquía            | Galatasaray S. K.  | Turquía    | 2024-25 |
| Superliga de Turquía       | Galatasaray S. K.  | Turquía    | 2024-25 |